# Championnats du monde de duathlon longue distance 2011
Navigation
Édition précédente Édition suivante
Les Championnats du monde de duathlon longue distance 2011 sont organisés par la fédération internationale de triathlon. Ils  se sont déroulés à Zofingen en Suisse le 4 septembre 2011. C'est l'épreuve longue distance du Powerman Duathlon qui sert de support à ce championnat du monde.

## Distances parcourues
| Distances course (kilomètres) | Distances course (kilomètres) | Distances course (kilomètres) |
| Course à pied                 | Cyclisme                      | Course à pied                 |
| ----------------------------- | ----------------------------- | ----------------------------- |
| 10                            | 150                           | 30                            |

## Résultats Élite
| Rang               | Athlète            | Pays     | Temps           |
| ------------------ | ------------------ | -------- | --------------- |
| Médaille d'or      | Joerie Vansteelant | Belgique | 6 h 7 min 15 s  |
| Médaille d'argent  | Thibaut Humbert    | France   | 6 h 16 min 58 s |
| Médaille de bronze | Andy Sutz          | Suisse   | 6 h 18 min 28 s |

| Rang               | Athlète       | Pays             | Temps           |
| ------------------ | ------------- | ---------------- | --------------- |
| Médaille d'or      | Melanie Burke | Nouvelle-Zélande | 7 h 11 min 43 s |
| Médaille d'argent  | Eva Nyström   | Suède            | 7 h 15 min 10 s |
| Médaille de bronze | Erika Csomor  | Hongrie          | 7 h 22 min 42 s |

## Tableau des médailles
| Rang  | Nation           | Or | Argent | Bronze | Total |
| ----- | ---------------- | -- | ------ | ------ | ----- |
| 1     | Belgique         | 1  | 0      | 0      | 1     |
| 1     | Nouvelle-Zélande | 1  | 0      | 0      | 1     |
| 3     | France           | 0  | 1      | 0      | 1     |
| 3     | Suède            | 0  | 1      | 0      | 1     |
| 5     | Hongrie          | 0  | 0      | 1      | 1     |
| 5     | Suisse           | 0  | 0      | 1      | 1     |
| Total | Total            | 2  | 2      | 2      | 6     |